# Birkenteich
Birkenteich ist ein Wohnplatz der Gemeinde Essingen im Ostalbkreis in Baden-Württemberg.

## Beschreibung
Der Ort liegt etwa sechs Kilometer südsüdwestlich des Ortskerns von Essingen an einer kleinen Straße von Bartholomä nach Irmannsweiler.
Naturräumlich liegt der Ort auf der Schwäbischen Alb, genauer auf dem Nordalbuch.

## Geschichte
Erste Erwähnung findet der Ort 1936. Auf dem Messtischblatt von 1927 ist an der Stelle des heutigen Birkenteich ein als „Schafhaus“ bezeichnetes Gebäude eingezeichnet.